# Solar System Research
«Solar System Research» (в перекладі з англ. — «дослідження Сонячної системи») — рецензований науковий журнал, присвячений об'єктам Сонячної системи. Журнал видається російським видавництвом «Наука» через німецьке видавництво Springer Science+Business Media. Це англійська версія російського видання «Астрономический вестник» (в перекладі з рос. — «астрономічний вісник»), яке виходило з 1967 року. Видання англійської версії почалося в 2000 році з тому 34.

## Реферування та індексація
Журнал реферується та індексується в базах даних Academic OneFile, Academic Search, Astrophysics Data System, CSA databases, Chemical Abstracts Service, Chemical and Earth Sciences, Current Contents/Physical, EBSCO databases, INIS Atomindex, Inspec, International Bibliography of Periodical Literature, Scopus, Science Citation Index Expanded. Згідно з Journal Citation Reports, імпакт-фактор журналу 2020 року становив 0,706.